# New York Dragons
I New York Dragons erano una squadra di Arena Football League con sede a Uniondale, New York. La squadra è stata fondata nel 1995.

## Giocatori degni di nota
- Kurt Warner - QB

### AFL Hall of Famers
- Kurt Warner

### Numeri ritirati
- 13 - Kurt Warner